# 広島ジャンクション
広島ジャンクション（ひろしまジャンクション）は、広島県広島市安佐南区沼田町伴にある山陽自動車道と広島自動車道をつなぐジャンクションである。

## 歴史
- 1985年（昭和60年）3月20日：広島自動車道の広島北IC - 広島JCT間及び山陽自動車道の広島JCT - 五日市IC間開通に伴い、供用開始[1]。
- 1988年（昭和63年）12月7日：広島IC - 広島JCT間開通[1]。

## 接続する道路
- E2 山陽自動車道
- E74 広島自動車道

## 隣
E2 山陽自動車道
(29)広島IC - (29-1)沼田PA/SIC - (30)広島JCT - (31)五日市IC
E74 広島自動車道
(30)広島JCT - (2)広島西風新都IC